# Taïfa de Tortosa
1010–1076
Entités précédentes :
- Califat de Cordoue

Entités suivantes :
- Taïfa de Saragosse

Le royaume de Tortosa, ou la taïfa de Tortosa, fut un royaume musulman dont le centre fut la cité de Tortose (Turtuxa) en Catalogne, près de l'embouchure de l'Èbre. Il apparut en 1010, après l'éclatement du califat de Cordoue à la fin du Xe siècle et le début du XIe siècle.

## Histoire
Tortose a été occupée par les musulmans en 714. Initialement, vers 1031, le pouvoir de la taïfa était dans les mains de Labib Al'Amiri Al-Fatá. En 1061, Tortosa passa sous le pouvoir d'al-Muqtadir, roi de la taïfa de Saragosse, et a ensuite été gouvernée par Al-Mundir Imad ad-Dawla, émir de la taïfa de Xàtiva.
La cité fut prise en 1148 par Raimond-Bérenger IV de Barcelone.